# Aleris
Aleris A.S. a maior empresa privada do setor da saúde da Escandinávia, com atuação na Noruega, Suécia e Dinamarca. A empresa possui cerca de 11 000 empregados atuando em 450 estabelecimentos de saúde e teve um faturamento de 10 bilhões de coroas suecas dm 2016.
A empresa foi fundada em 2005 e é uma propriedade da Investor AB., e tem apresentado um crescente faturamento anual: (em coroas suecas)
- 2011: 6 bilhões SEK
- 2014: 7,5 bilhões SEK
- 2015: 8,5 bilhões SEK[4]

Ainda referente a 2015, a empresa registrou um lucro de 492 milhöes de coroas a seus investidores, equivalente a 6%.
A companhia é composta por três entidades jurídicas distintas: Aleris Helse (Saúde), responsável pela prestação de serviços hospitalares e médicos; Aleris Ungplan & BOI AS, na área de bem-estar infantil, saúde mental; e Aleris Cuidados AS (atendimento domiciliar, casas de saúde e de vida assistida).

## Aleris AS na Noruega
Na Noruega a Aleris possui cerca de 3 500 funcionários.
Em 2015 o Teres Medical Group, com dezessete estabelecimentos entre clínicas e hospitais privados na Escandinávia, foi adquirida e tornou-se parte da Aleris, após a Autoridade da Concorrência governamental aprovar os termos da aquisição.

## Aleris compra a Curato
Em junho de 2016 a Aleris adquiriu a Curato Røentgen (Radiologia), então a maior empresa privada prestadora de servicos de radiologia na Noruega. A Curato possuia quinze unidade próprias na Noruega e Suécia, estando presente em todas quatro jurisdicões regionais de saúde na Noruega.